# 대식가들
대식가들은 매주 토요일 오전 11시 25분에 KBS 1TV로 방송된 한국방송공사의 텔레비전 프로그램이다.

## 기획 의도
한국에서 생산되는 청정 식재료들과 로컬 생산자를 만나보고 레시피와 영양정보, 숨겨진 역사와 문화적 스토리까지 소개하는 프로그램

## 방송 시간
| 방송 채널 | 방송 기간                           | 방송 시간                                |
| --------- | ----------------------------------- | ---------------------------------------- |
| KBS 1TV   | 2016년 10월 29일 ~ 2016년 11월 26일 | 매주 토요일 오전 10:30 ~ 11:05 (35분)    |
| KBS 1TV   | 2016년 12월 3일 ~ 2017년 2월 11일   | 매주 토요일 오전 11:25 ~ 낮 12:00 (35분) |

## 방송 회차
| 회차 | 방송일           | 제목   | 시청률 |
| ---- | ---------------- | ------ | ------ |
| 1회  | 2016년 10월 29일 | 닭고기 | 4.3%   |
| 2회  | 2016년 11월 5일  | 삼겹살 | 3.5%   |
| 3회  | 2016년 11월 12일 | 조개   | 3.9%   |
| 4회  | 2016년 11월 19일 | 소고기 | 4.4%   |
| 5회  | 2016년 11월 26일 | 새우   | 4.3%   |
| 6회  | 2016년 12월 3일  | 게     | 5.0%   |
| 7회  | 2016년 12월 10일 | 장어   | 3.2%   |
| 8회  | 2016년 12월 17일 | 두부   | 4.8%   |
| 9회  | 2016년 12월 31일 | 치즈   | 4.8%   |
| 10회 | 2017년 1월 7일   | 쌀     | 3.2%   |
| 11회 | 2017년 1월 14일  | 감자   | 4.1%   |
| 12회 | 2017년 1월 21일  | 된장   | 3.7%   |
| 13회 | 2017년 2월 4일   | 오리   | 3.3%   |
| 14회 | 2017년 2월 11일  | 달걀   | 4.6%   |